# Vereinigung der Sternfreunde
Die Vereinigung der Sternfreunde e. V. (VdS) ist der zahlenmäßig stärkste Verband von Amateurastronomen in Deutschland. Er wurde als Nachläufer des von Robert Henseling 1921 ins Leben gerufenen Bundes der Sternfreunde (BdS) 1953 in Berlin gegründet. Der Verein hatte Ende 2017 gut 4.000 Mitglieder, darunter auch Amateurastronomen aus anderen deutschsprachigen Ländern.

## Vereinsaufgaben
Zwecke der VdS sind die Förderung der Astronomie in der Öffentlichkeit und die fachliche Weiterbildung, Betreuung und Information ihrer Mitglieder. Sie widmet sich in besonderer Weise den Einsteigern in die Astronomie. Die VdS ist kein Dachverband der gut 200 regionalen Astrovereine, nimmt diese Funktion aber inoffiziell mit der Fachgruppe „Astronomische Vereinigungen“ und ihren fünf Regionalgruppen seit 2016 wahr.
Die Organisation veranstaltet den jährlichen Astronomietag und gibt periodisch Pressemitteilungen heraus. Insgesamt unterhält die VdS 19 Fachgruppen, die seit 1983 eingerichtet wurden:
- Amateurteleskope/Selbstbau
- Astrofotografie
- Astronomische Vereinigungen (seit Oktober 2016)
- Atmosphärische Erscheinungen (vertreten durch den Arbeitskreis Meteore)
- Astrophysik und Algorithmen (2018 hervorgegangen aus der Fachgruppe Computerastronomie)
- Dark Sky (Initiative gegen Lichtverschmutzung)
- Deep Sky (Astronomische Objekte außerhalb des Sonnensystems)
- Geschichte der Astronomie
- Jugendarbeit
- kleine Planeten
- Kometen
- Meteore (vertreten durch den Arbeitskreis Meteore)
- Planeten
- Radioastronomie
- Remote-Sternwarten (seit November 2021)
- Sonne
- Spektroskopie
- Sternbedeckungen
- Veränderliche Sterne (vertreten durch die Bundesdeutsche Arbeitsgemeinschaft für Veränderliche Sterne)

Seit 1992 gibt es mit dem Projekt „VdS-Sternwarte“ eine partnerschaftliche Zusammenarbeit mit der Volkssternwarte Kirchheim (Thüringen), um VdS-Mitgliedern den Zugang zu größeren Teleskopen zu ermöglichen (30-cm-Cassegrain und 50-cm-Newton). Die Fachgruppe Remote-Sternwarten plant die Errichtung fernsteuerbarer Teleskope in Namibia.

### Journal für Astronomie
Seit 1997 veröffentlicht die VdS das „Journal für Astronomie“. Hier berichten Amateurastronomen und die Fachgruppen der VdS über astronomische Beobachtungen und deren Auswertung. Die Zeitschrift erscheint viermal jährlich (Januar, April, Juli und Oktober) mit ca. 128 Seiten und wechselnden Schwerpunktthemen. Nichtmitglieder können sie auf Messen und Teleskoptreffen erwerben.

### Veranstaltungen
Seit 2003 veranstaltet die VdS in Deutschland den bundesweiten Astronomietag. Dieser steht in der Regel unter einem Motto, so der Astronomietag am 24. März 2018: „Das geheime Leben der Sterne“ (unterschiedliche Erscheinungsformen der Sterne), und am 30. März 2019: „Möge die Nacht mit uns sein“ (Orientierung am Sternhimmel, Lichtverschmutzung).
Neben jährlichen Treffen einzelner Fachbereiche der VdS finden auch Jahrestagungen statt. Diese werden jedes Jahr in einem anderen Bundesland ausgerichtet, zuletzt im Oktober 2019 in Neunburg vorm Wald.

## VdS-Medaille
Von 1999 bis 2009 wurde jährlich die VdS-Medaille für besondere Tätigkeiten auf dem Gebiet der Amateurastronomie verliehen. Der Preis wurde 2011 vom „Deutschen Preis für Astronomie, verliehen durch die Vereinigung der Sternfreunde“ abgelöst. Seit 2017 gilt wieder der alte Name „VdS-Medaille“.